# Archichauliodes
Archichauliodes (лат.) — род большекрылых насекомых из семейства Коридалиды
(Corydalidae). Встречаются в Южной полушарии (Австралия, Новая Зеландия, Чили), где известно около 20 видов.

## Описание
Большекрылые насекомые с размахов крыльев от 2 до 5 см. От близких групп род отличается следующими признаками: в переднем крыле передняя ветвь жилки 2А остаётся отдельной от жилки 1А, так что ячейка А1 закрыта на своём дистальном конце поперечной жилкой между жилками 1А и 2А. Антенны нитевидные. На девятом брюшном сегменте отсутствуют гоностили. Личинки обитают на дне ручьёв или озёр с постоянным течением воды, где они питаются мелкой добычей. Жабры являются органами дыхания для личинок.

## Классификация
Известно около 20 видов, большинство из Австралии.
- Archichauliodes anagaurus Riek, 1954[4]
- Archichauliodes chilensis Kimmins, 1954 — Чили[5]
- Archichauliodes collifer Theischinger, 1983[6]
- Archichauliodes conversus Theischinger, 1983
- Archichauliodes cuspidatus Theischinger, 1983
- Archichauliodes deceptor Kimmins, 1954[5]
- Archichauliodes diversus (Walker, 1853) — Новая Зеландия
- Archichauliodes glossa Theischinger, 1988[7]
- Archichauliodes guttiferus (Walker, 1853)
- Archichauliodes isolatus Theischinger, 1983
- Archichauliodes lewis Theischinger, 1983[6]
- Archichauliodes neoguttiferus Theischinger, 1983[6]
- Archichauliodes phaeoscius Riek, 1954
- Archichauliodes pictus Theischinger, 1983
- Archichauliodes pinares Flint, 1973 — Чили[8]
- Archichauliodes piscator Theischinger, 1983
- Archichauliodes plomleyi Kimmins, 1954[5]
- Archichauliodes polypastus Riek, 1954[4]
- Archichauliodes rieki Theischinger, 1983
- Archichauliodes simpsoni Theischinger, 1983
- Archichauliodes uncinatus Theischinger, 1983[6]